# رود ایلک
رود ایلک (به قزاقی: Ilek) یک رود در قزاقستان است که در استان آق‌تپه واقع شده‌است.